# Libera me (liturgia)
Nella Chiesa cattolica, Libera me è un responsorio cantato durante l'Ufficio dei Morti ed è una preghiera recitata al momento dell'assoluzione del defunto accanto alla bara, subito dopo la Messa da Requiem e prima della sepoltura. Il testo chiede a Dio di avere pietà del defunto nel Giudizio Universale.
Oltre al canto gregoriano nel graduale romano, molti compositori hanno scritto varianti del testo: Tomás Luis de Victoria,  Anton Bruckner (due composizioni), Giuseppe Verdi, Gabriel Fauré, Maurice Duruflé, Igor' Stravinskij, Benjamin Britten, Sigismund von Neukomm, Orlande de Lassus, Krzysztof Penderecki, Antonio Salieri, Lorenzo Perosi, Arnold Rosner e Patrick Gowers (soltanto la prima stanza). Anche la band thrash tecnica cristiana Believer ha utilizzato l'intero testo nella sezione cantata in modo operistico di "Dies Iræ (Day of Wrath)" nel loro album del 1990 Sanity Obscure.

## Testo latino
Libera me, Domine, de morte æterna, in die illa tremenda
Quando cœli movendi sunt et terra
Dum veneris iudicare sæculum per ignem.
Tremens factus sum ego, et timeo, dum discussio venerit, atque ventura ira
quando cœli movendi sunt et terra.
Dies illa, dies irae, calamitatis et miseriæ, dies magna et amara valde
Dum veneris iudicare sæculum per ignem.
Requiem æternam dona eis, Domine: et lux perpetua luceat eis.

## Esecuzione
Il responsorio è iniziato da un cantore, che canta i versicoli da solista, mentre le risposte sono cantate dal coro. Il testo è scritto in prima persona singolare , "Liberami, o Signore, dalla morte eterna in quel giorno spaventoso", sostituzione drammatica in cui il coro parla a nome del defunto.
Nell'ufficio tradizionale, il Libera me si recita anche nel Giorno dei morti (2 novembre) e ogni volta che si recitano tutti e tre i notturni del Mattutino dei Morti. Altre volte il nono responsorio del Mattutino dei defunti inizia con il Libera me, ma prosegue con un testo diverso (Domine, de viis inferni...).

## Discografia
- Socialismo e barbarie dei CCCP - Fedeli alla linea.
- Colla voche  album del Tenore e Cuncordu de Orosei e del compositore e violoncellista Ernst Reijseger.